# Enoplus quadridentatus
Enoplus quadridentatus är en rundmaskart som beskrevs av Johan August Berlin 1853. Enoplus quadridentatus ingår i släktet Enoplus och familjen Enoplidae. Inga underarter finns listade i Catalogue of Life.